# Eddie Bovington
Eddie Bovington, all'anagrafe Edward Ernest Perrian Bovington (Londra, 23 aprile 1941) è un ex calciatore inglese, di ruolo centrocampista.

## Carriera
Gioca fino al 1959 nelle giovanili del West Ham Utd, club con cui esordisce tra i professionisti nel corso della stagione 1959-1960 giocando una partita nella prima divisione inglese (più precisamente, l'incontro di campionato del 18 aprile 1960 contro il Manchester Utd); nei successivi 18 mesi pur restando aggregato alla prima squadra non gioca di fatto nessuna partita ufficiale, giocando in compenso 7 incontri nella parte finale della First Division 1960-1961. Nella stagione 1962-1963 gioca invece 10 partite in campionato, 4 partite in FA Cup ed una partita in Coppa di Lega.
A partire dalla stagione 1963-1964 inizia a giocare con più continuità: disputa infatti 22 partite in First Division, 3 partite in Coppa di Lega e 7 partite nella vittoriosa FA Cup, una delle quali nella finale di Wembley; gioca poi anche nel Charity Shield del 1964, a sua volta vinto dagli Hammers, e nella finale di Coppa delle Coppe, torneo vinto dal suo club e nel quale gioca 4 partite, da aggiungere a 33 presenze in campionato, 2 presenze in FA Cup ed una presenza in Coppa di Lega. L'anno seguente gioca ulteriori 4 partite in Coppa delle Coppe e 31 partite in campionato, ma soprattutto il 20 dicembre 1965 nella semifinale di Coppa di Lega contro il Cardiff City segna il suo primo gol in assoluto in competizioni professionistiche (ne segnerà poi solamente un altro, il 26 ottobre 1966 in una partita di campionato in casa contro il Nottingham Forest, in una delle 28 partite da lui giocate nel corso della First Division 1966-1967); scende inoltre in campo nella finale della Coppa di Lega 1965-1966 persa contro il West Bromwich (sia nella partita di andata che in quella di ritorno) . Al termine della stagione 1967-1968, nella quale dopo un quadriennio sostanzialmente trascorso giocando da titolare disputa solamente 6 partite di campionato, si ritira, all'età di 27 anni.
In nove stagioni di carriera professionistica ha totalizzato complessivamente 184 presenze e 2 reti fra tutte le competizioni ufficiali, vestendo unicamente la maglia del West Ham.

## Palmarès

### Club

#### Competizioni nazionali
- Coppa d'Inghilterra: 1

West Ham: 1963-1964
- FA Charity Shield: 1

West Ham: 1964

#### Competizioni internazionali
- Coppa delle Coppe: 1

West Ham: 1964-1965